# KV-4
De KV-4 was een Sovjet-Russische zware of superzware tank, die werd ontworpen tijdens de Tweede Wereldoorlog. De tank werd nooit in productie genomen.
De romp was gebaseerd op die van de KV-1, zoals veel zware tanks in de eerste helft van de oorlog. De tank is ondanks het feit de oorlog wel lang genoeg duurde, niet geproduceerd, omdat er al sterke tanks aanwezig waren, zoals de IS-1, IS-2 en IS-3 (IS-serie). 
Er waren verschillende ontwerpen van vele ontwerpers: Kreslavsky; Kuzmin, Tarapatin en Tarotko (die samenwerkten aan een enkel ontwerp); Pereverzev; Mikhailov; Kruchenykh; Tseits, K. Buganov; S. Fedorenko; G. Kruchenykh; F. Marishkin; G. Moskvin; N. Strukov; A. Yermolaev; L. Sychev; L. Pereverzev; Bykov; N. Dukhov; M. Kreslavskiy; V. Pavlov; en D. Grigorev. Allen kwamen met een of meer ontwerpen.

## Specificaties
Er werd geen ontwerp gekozen. De pantsers liepen uiteen van 125 tot 130 mm, met 150 mm over belangrijke onderdelen. Er was een F-42-kanon en de meeste hadden ook een tweede kanon; een 76,2 mm houwitser, of een ander 76 mm kanon. Het gewicht lag tussen de 82,5 ton en 107,7 ton.